# Иноуэ, Такума
Такума Иноуэ (яп. 井上 拓真 Иноуэ Такума, род. 26 декабря 1995, Дзама, Япония) — японский боксёр-профессионал, выступающий в наилегчайшей и легчайшей весовой категории. Временный чемпион мира по версии WBC (2018—2019) в легчайшем весе. Чемпион Азии по версии OBBF в наилегчайшем весе (2015—2016). Чемпион  мира по версии WBA-super в легчайшем весе (2023— 2024). 
Самый перспективный боксёр года по версии авторитетного журнала «The Ring» (2015).
Брат Наоя Иноуэ.

## Биография
Такума родился 26 декабря 1995 года в городке Дзама неподалеку от японской столицы Токио. Мальчик рос в многодетной семье со старшим братом Наоей и сестрой Харукой. Их отец Синго Иноуэ, бывший боксер, мечтал, чтобы сыновья пошли по его стопам. Так и случилось: глава семейства лично тренировал мальчиков с раннего детства. Иноуэ-старший готовил не просто боксеров, а универсальных солдат: тренировки включали пробежки по песку, горам и лестницам, ходьбу на руках, плавание, лазание по канату, психологическую подготовку и многие другие упражнения. Он начал заниматься боксом с очень юного возраста, после того как понаблюдал за соревнованиями своего брата, выигравшего несколько школьных чемпионатов.
https://proconflict.ru/naoya-inoue/

## Любительская карьера
2011 Чемпионат мира среди юниоров (15-16 лет) участника в Астане, Казахстан, на 48 кг.
Победил Алмамбета Алибекова (Кыргызстан) 12-10.
Проиграл Шохрубеку Набиеву (Узбекистан) 8-11.

## Профессиональная карьера
Такума дебютировал в профессионалах в 2013 году, когда ему едва исполнилось 18 лет. Его первым соперником был будущий чемпион мира в минимальном весе по версии WBO Тацуя Фукухара (12-3). Несмотря на то, что он был явным андердогом, Иноуэ сумел справиться с давлением и одержать победу единогласным решением судей над гораздо более опытным боксером. Это был его единственный бой в первом наилегчайшем весе. После этого он поднялся в наилегчайший вес.
Во втором бою он встретился с Тирафонге Утаиде (25-2). В этом бою Такума перешел в новую весовую категорию и провел первый восьмираундовый бой, победив единогласным решением судей.
После этого Такума нокаутировал дебютировавшего Чалерма Коталу и победил по очкам бывшего претендента на титул чемпиона мира Нестора Даниэля Нарваэса (20-2).
В 2015 году он победил Марка Энтони Джеральдо (31-6) и завоевал вакантный титул OPBF.
До конца года он успешно защитил пояс против Рене Дакеля (15-5). 
В 2016 году Такума победил филиппинца Фройлана Салудара (23-1*), прежде чем перейти в легчайший вес. Салудару удалось отправить Такуму в нокдаун в начале первого раунда, но Иноуэ ответил тем же в более поздних раундах. 
Такума должен был встретиться с Марлоном Тапалесом (29-2) за титул чемпиона мира по версии WBO в легчайшем весе в декабре того же года. Но Иноуэ сломал руку на тренировке, тем самым снявшись с боя за титул чемпиона мира. 
Такума вернулся в августе 2017 года в бою с 4-кратным претендентом на титул чемпиона мира Хироюки Кудакой (25-16). Такума победил по очкам в 10 раундовом бою. 
Затем Такума победил бывшего чемпиона Японии Кентаро Масуда (27-8) и индонезийца Уолдо Сабу (12-11). 

#### Претендентский бой с Тасану Салапатом
30 декабря 2018 года завоевал титул временного чемпиона мира по версии WBC в легчайшем весе, победив единогласным решение судей тайца Тасану Салапата.

#### Чемпионский бой с Нордином Убаали
7 ноября 2019 года в бою за титул WBC встретился с чемпионом Нордином Убаали. Убали владел ощутимым преимуществом на протяжении большей части поединка, а в четвертом раунде отправил соперника в нокдаун. Последний раунд Иноуэ провел в отчаянных атаках и даже сумел один раз потрясти чемпиона, но этого не хватило для победы.Счет судейских записок по итогам 12 раундов составил 120-107, 117-110 и 115-112 в пользу Убали.
14 января 2021 года победил техническим решением Кейту Курихару в 9-раундовом поединке. На тот момент Курихара занимал 4-е место по версии IBF в наилегчайшем весе. Счёт судей 82-89, 82-89, 81-90 в пользу Иноуэ.
11 ноября 2021 года победил Синго Уэйка единогласным решением судей. Счет судей 117-110, 117-110, 117-110 в пользу Иноуэ.
7 июня 2022 года встретился Гакуей Фурухаси. Иноуэ победил единогласным решением судей. Счёт судей 119-109, 120-108, 120-108 в пользу Иноуэ.
13 декабря 2022 года Иноуэ встретился с Джейком Борнеа. Иноуэ доминировал в бою и в 8-м раунде бой был остановлен  из-за рассечения у Борнеа.

#### Чемпионский бой с Либорио Солисом
В январе 2023 года абсолютный чемпион мира в легчайшем весе японец Наоя Иноуэ официально отказался от своих поясов и подтвердил намерение продолжить карьеру дивизионом выше. 
8 апреля 2023 года в бою за вакантный титул WBA встретился с Либорио Солисом. В 5 раунде боксёры столкнулись головами и у Иноуэ открылось рассечение. В итоге Такума победил единогласным решением судей: 118-110, 117-111 и 116-112.

#### Бой с Джервином Анкахасом
24 февраля 2024 года в Токио впервые отстоял свой пояс WBA против филиппинского претендента Джервина Анкахаса (34-4-2, 23 КО). Бой получился конкурентным из-за стилей бойцов. Филиппинский претендент обладающий преимуществом в ударной мощи хорошо начал бой уверенно забрав первые два раунда. Как только Иноуэ начинал качественно отрабатывать на ногах, не ввязываясь в силовое противостояние с более ударным филиппинцем, он сразу выглядел значительно лучше своего оппонента. Во второй половине боя претенденту можно отдать 7-й раунд за навязанную рубку чемпиону. В 9-м раунде Анкахас пропустив удар в корпус взял колено, бой был остановлен.

#### Бой со Шо Ишидой
6 мая 2024 года в Токио (Япония) на культовой арене Tokyo Dome провел вторую защиту пояса WBA в легчайшем весе (до 53,5 кг) против обязательного претендента - соотечественника Шо Ишиды (34-4, 17 КО). В первые же секунды в глаза бросилась огромная разница в антропометрии в сторону претендента. В стартовом раунде Ишида подловил чемпиона в разбалансированном состоянии ударом и рефери отсчитал полноценный нокдаун. Но это всё что сделал в этом бою претендент. Остальные раунды чемпион брал уверенно и довел бой до уверенных 118-109 и 116-111 в свою пользу.

## Таблица профессиональных поединков
В таблице перечислены результаты всех поединков боксёров.
В каждой строке указан результат поединка. Дополнительно номер поединка обозначен цветом, который обозначает итог поединка. Расшифровка обозначений и цветов представлена в нижеследующей таблице.
| Пример | Расшифровка                     |
| ------ | ------------------------------- |
|        | Победа                          |
|        | Ничья                           |
|        | Поражение                       |
|        | Планируемый поединок            |
|        | Поединок признан несостоявшимся |
| КО     | Нокаут                          |
| ТКО    | Технический нокаут              |
| PTS    | Решение судей (по очкам)        |
| UD     | Единогласное решение судей      |
| MD     | Решение большинства судей       |
| SD     | Раздельное решение судей        |
| RTD    | Отказ от продолжения боя        |
| DQ     | Дисквалификация                 |
| NC     | Поединок признан несостоявшимся |

| 21 поединок, 20 побед (5 нокаутом). | 21 поединок, 20 побед (5 нокаутом). | 21 поединок, 20 побед (5 нокаутом). | 21 поединок, 20 побед (5 нокаутом). | 21 поединок, 20 побед (5 нокаутом). | 21 поединок, 20 побед (5 нокаутом). | 21 поединок, 20 побед (5 нокаутом).                                                             |
| Бой                                 | Рекорд                              | Дата                                | Соперник                            | Место боя                           | Результат                           | Данные о бое                                                                                    |
| ----------------------------------- | ----------------------------------- | ----------------------------------- | ----------------------------------- | ----------------------------------- | ----------------------------------- | ----------------------------------------------------------------------------------------------- |
| 19                                  | 18-1-0                              | 8 апреля 2023                       | Либорио Солис (35-6-1)              | Ариакэ Арена Токио, Япония          | UD (12)                             | Бой за вакантный титул чемпиона мира по версии WBA в легчайшем весе.                            |
| 18                                  | 17-1-0                              | 13 декабря 2022                     | Джейк Борнеа (14-3-1)               | Ариакэ Арена Токио, Япония          | TKO 8 (10), 2:48                    |                                                                                                 |
| 17                                  | 16-1-0                              | 7 июня 2022                         | Гакуя Фурухаши (28-8-2)             | Super Arena Сайтама , Япония        | UD (12)                             | Выиграл титул чемпиона Японии в легчайшем весе. Защитил титул WBO Asia Pacific в легчайшем весе |